# D-Sides
D-Sides es una compilación del disco Demon Days (2005) de Gorillaz. El primer disco contiene lados b y el segundo disco contiene remixes. Fue lanzado el 5 de noviembre de 2007 en el UK, el 6 de noviembre en EE. UU. y el 19 de noviembre en Chile y México. El álbum se encuentra disponible en ediciones normales y de lujo. La Criatura en su carátula es el demonio conocido como "Pazuzu", el cual aparece en la película "El Exorcista" (1973)

## Antecedentes
En una entrevista con Verbicide Magazine, se le preguntó a los miembros de la banda si podía haber un nuevo álbum remix que pueda ser producido para Demon Days como había para Gorillaz. Ellos respondieron si hay una posibilidad que involucren a Spacemonkeyz de nuevo. En la misma entrevista, se les preguntó si podía haber otro G-Sides. Otra vez, respondieron que eso puede ser posible. En enero del 2007, los sitios web empezaron a planear una fecha para el mes de marzo para un nuevo de lados-b de la fase 2. Uno de los sitios web musictap.net, más tarde adelantaron la fecha hacia el 3 de abril. Acordando hacia Gorillaz-Unofficial, la reacción de los partidos oficiales detrás de Gorillaz es que la fecha de lanzamiento es sólo un rumor por ahora. El 29 de agosto musictap.net reportó que el álbum de lados-b se llamaría D-Sides.

## Lista de canciones
Todas las canciones están compuestas por Gorillaz.

| Disco uno |                                                    |          |  |
| N.º       | Título                                             | Duración |  |
| 1.        | «68 State»                                         | 4:47     |  |
| 2.        | «People»                                           | 3:26     |  |
| 3.        | «Hongkongaton»                                     | 3:32     |  |
| 4.        | «We Are Happy Landfill»                            | 3:37     |  |
| 5.        | «Hong Kong»                                        | 7:13     |  |
| 6.        | «Highway (Under Construction)»                     | 4:19     |  |
| 7.        | «Rockit»                                           | 3:33     |  |
| 8.        | «Bill Murray» (featuring The Bees)                 | 3:51     |  |
| 9.        | «The Swagga»                                       | 4:56     |  |
| 10.       | «Murdoc Is God»                                    | 2:24     |  |
| 11.       | «Spitting Out the Demons»                          | 5:08     |  |
| 12.       | «Don't Get Lost in Heaven» (original demo version) | 2:27     |  |
| 13.       | «Stop the Dams» (featuring Ghostigital)            | 5:38     |  |

| Canciones extra de Japón |                          |          |  |
| N.º                      | Título                   | Duración |  |
| 14.                      | «Samba at 13»            | 6:25     |  |
| 15.                      | «Film Trailer Music»     | 1:44     |  |
| 16.                      | «Rockit» (vídeo musical) | 3:47     |  |

| Disco dos |                                                    |          |  |
| N.º       | Título                                             | Duración |  |
| 1.        | «DARE» (DFA remix)                                 | 12:12    |  |
| 2.        | «Feel Good Inc.» (Stanton Warriors remix)          | 7:22     |  |
| 3.        | «Kids with Guns» (Jamie T's Turns to Monsters mix) | 4:20     |  |
| 4.        | «DARE» (Soulwax remix)                             | 5:42     |  |
| 5.        | «Kids with Guns» (Hot Chip remix)                  | 7:09     |  |
| 6.        | «El mañana» (Metronomy remix)                      | 5:44     |  |
| 7.        | «DARE» (Junior Sanchez remix)                      | 5:26     |  |
| 8.        | «Dirty Harry» (Schtung Chinese New Year remix)     | 3:50     |  |
| 9.        | «Kids with Guns» (Quiet Village remix)             | 10:08    |  |